# Clavularia viridis

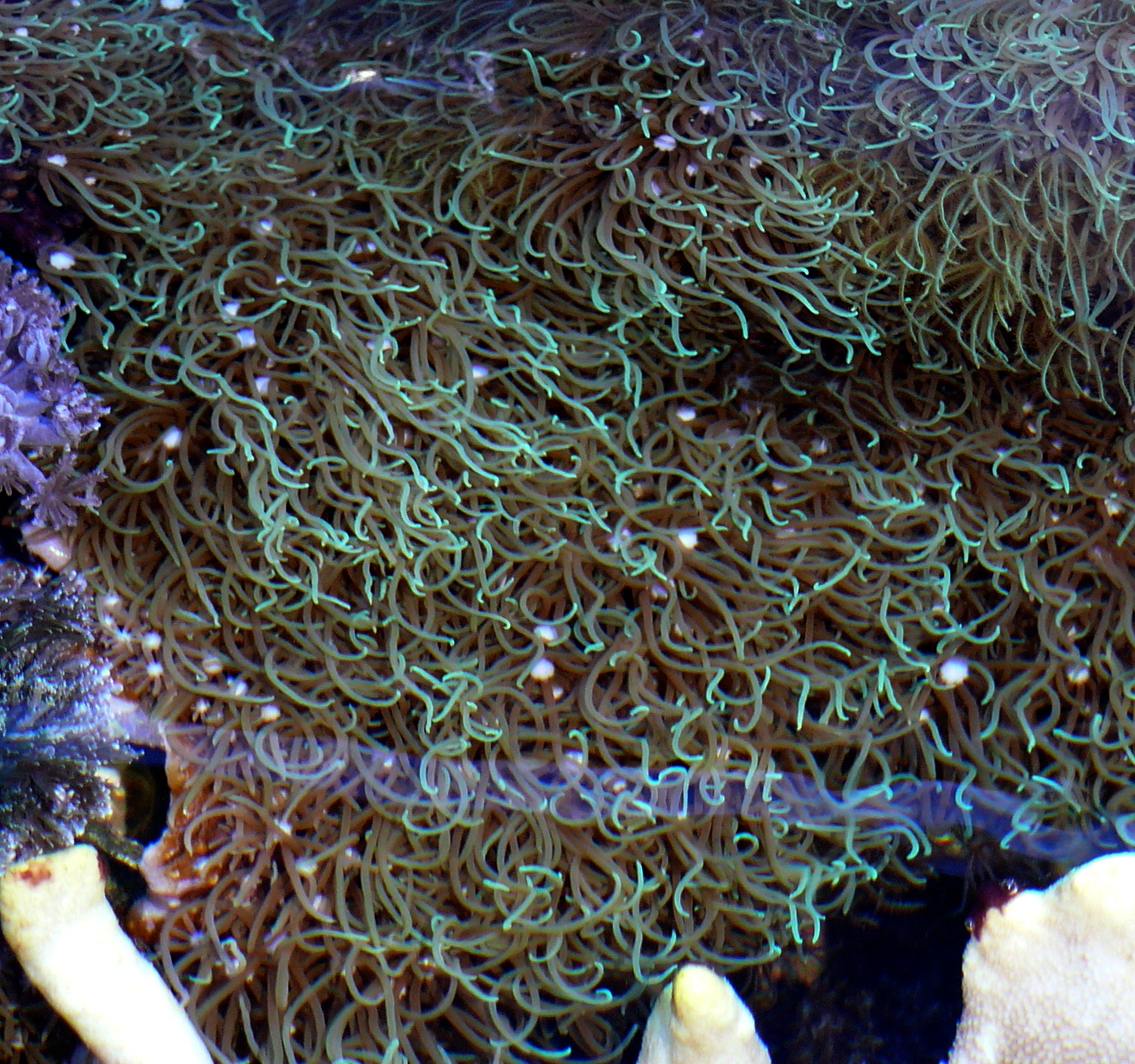

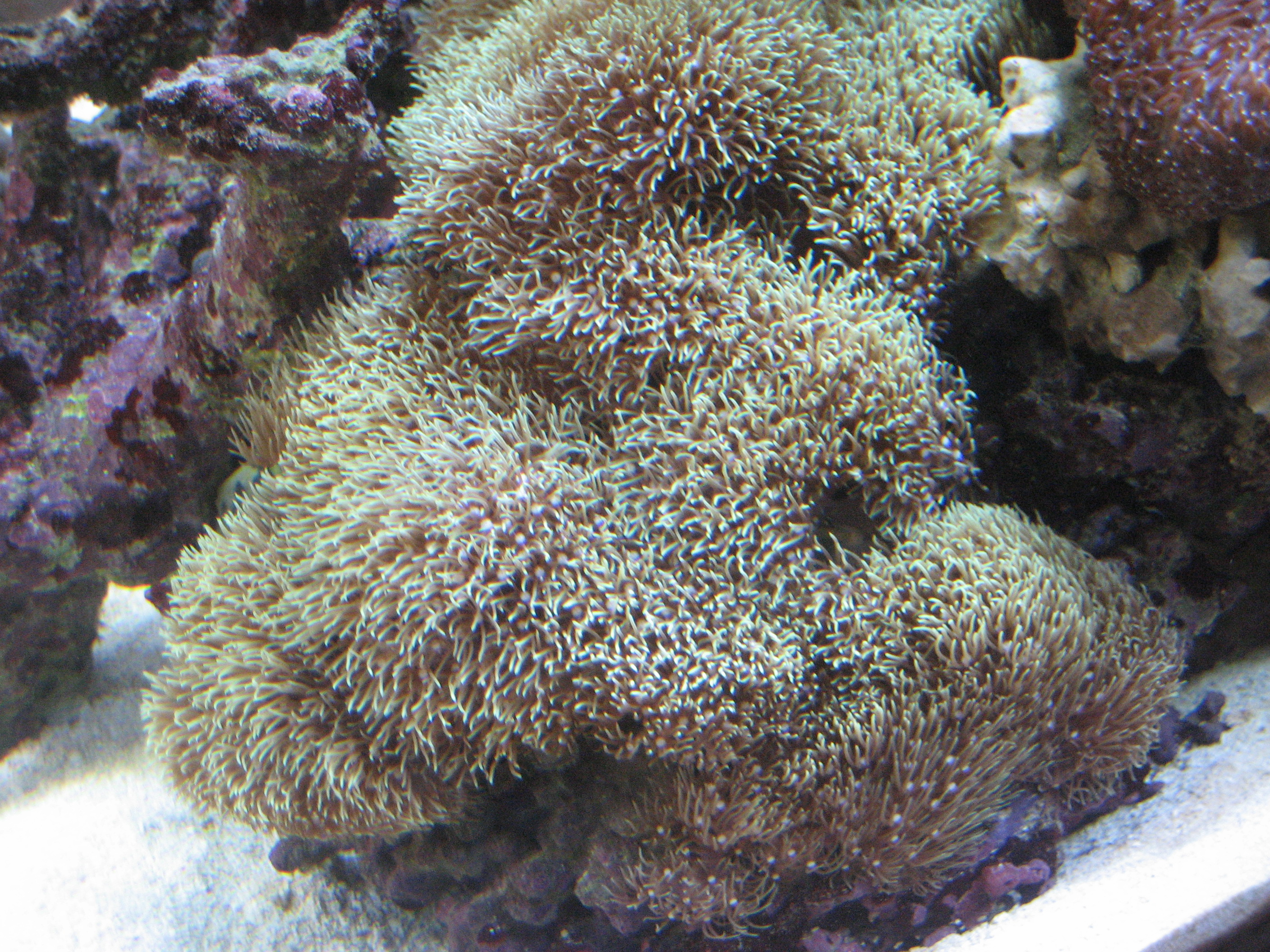

Clavularia viridis es una especie de coral de la familia Clavulariidae.
Pertenece a los llamados corales blandos, así denominados porque, al contrario de los corales duros del orden Scleractinia, no generan un esqueleto de carbonato cálcico, por lo que no son generadores de arrecife o corales hermatípicos. 
Es una especie que presenta dudas acerca de su denominación y encaje. El ITIS no la reconoce con este nombre, aunque sí el Registro Mundial de Especies Marinas (WoRMS, en inglés). En el mundo de la acuariofilia y del buceo se le denomina también Pachyclavularia viridis y Pachyclavularia violacea. Para abundar en la confusión, claro ejemplo del estado actual de la clasificación taxonómica de parte de la clase Anthozoa, otros autores apuntan a que los corales green star polyps, que es el nombre común inglés con que se comercializan, muy frecuentemente son especies de Briareum stechei (Kükenthal, 1908).
Esta especie ha sido objeto de investigaciones farmacológicas, como otras tantas especies marinas en las últimas décadas. En uno de los estudios se ha constatado que algunos de sus componentes tienen efectos citotóxicos en células cancerígenas del cáncer oral humano. Reduciendo tanto su crecimiento, como su propagación, y llegando a provocar la apoptosis, o muerte de las células cancerígenas. En otra investigación anterior se descubrió que prostanoides de Clavularia viridis tienen un potente efecto sobre las células cancerígenas de otro cáncer humano: la leucemia mieloide.

## Morfología
Los pólipos se unen por estolones basales, formando un manto incrustante, de color púrpura, y son pinnaculados, con prolongaciones que salen perpendiculares a cada uno de sus 8 tentáculos, dándole un aspecto de pluma. Los tentáculos son retráctiles y de color verde fluorescente, y rodean el disco oral, que suele ser blanco o amarillo. Los pólipos son grandes, en comparación con otros similares, y pueden alcanzar los 5 cm de diámetro.

## Hábitat y distribución
Crecen tanto en las lagunas soleadas, como también en las laderas rocosas exteriores del arrecife, con corrientes mareales, así como en entornos turbios y laderas bajas. Suele colonizar otros corales.
Profundidad: Generalmente entre 1 y 19 m.
Distribución: Indo-Pacífico tropical. Con localizaciones en el Mar Rojo, Sudáfrica, India (Andamán y Nicobar), Corea, Filipinas, Japón, Indonesia, Papúa Nueva Guinea, Palaos, Guam, Australia y Vanuatu.

## Alimentación
Los pólipos contienen algas simbióticas mutualistas, ambos organismos se benefician de la relación, llamadas zooxantelas. Las algas realizan la fotosíntesis, produciendo oxígeno y azúcares, que son aprovechados por los pólipos, y se alimentan de los catabolitos del coral, especialmente fósforo y nitrógeno. Esto les proporciona del 70 al 95 % de sus necesidades alimenticias. El resto lo obtienen atrapando plancton con sus tentáculos, y materia orgánica disuelta en el agua.

## Reproducción
Alta tasa de reproducción por estolones. La liberación de gametos tiene lugar entre 22 y 24 días, tras la luna llena de noviembre.

## Mantenimiento
Son de los corales más fáciles de mantener en cautividad. Se recomienda corriente moderada e iluminación de moderada a alta. Hay que considerar lo que toca la colonia, porque sea otro coral o el cristal del acuario, lo puede colonizar.